# Fledermausgaube

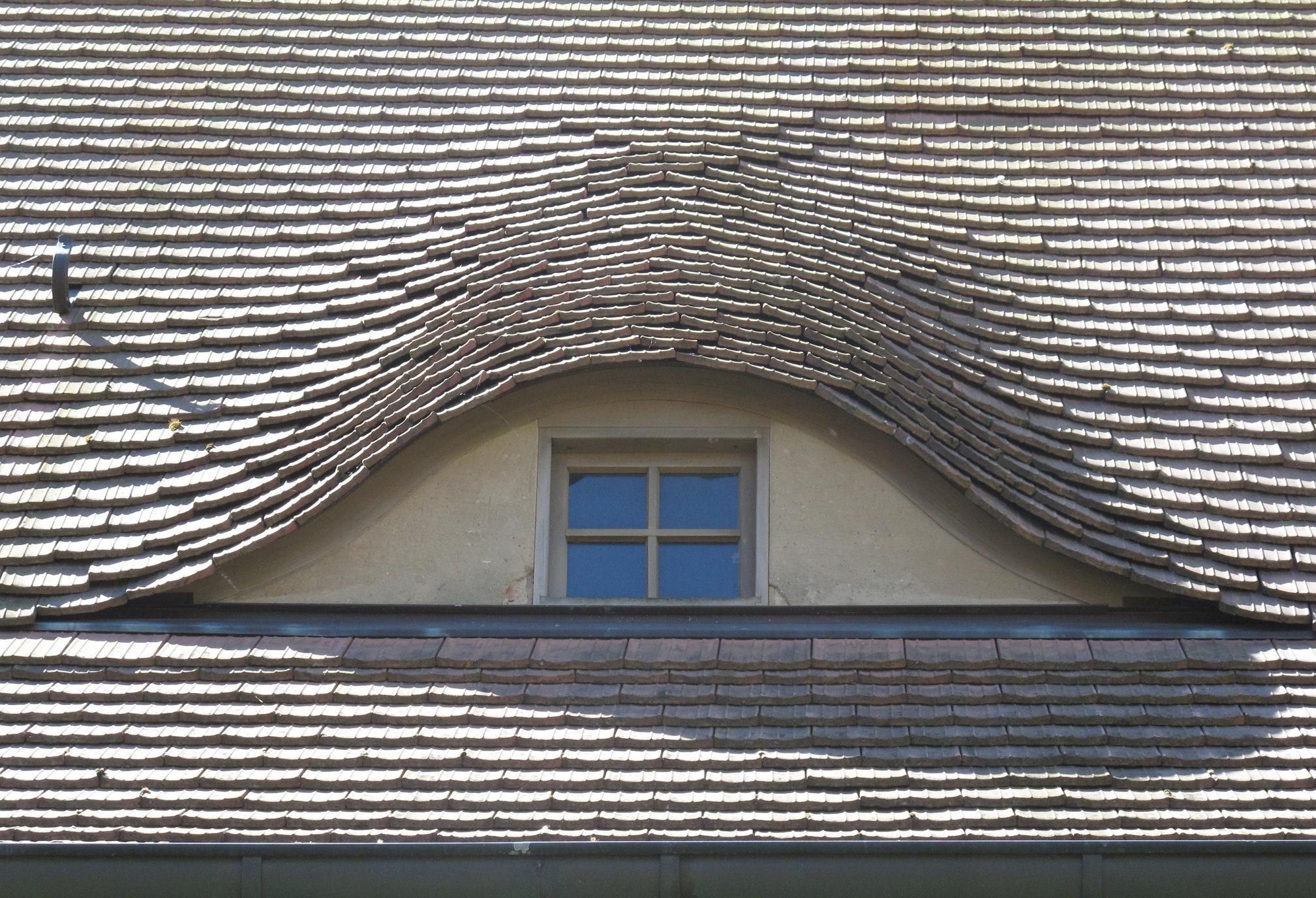
Fledermausgaube

Eine Fledermausgaube (auch Froschmaulgaube) ist eine Dachgaube, deren Frontansicht bogenförmig aus dem Dach hervortritt, wobei die geschwungene Trauflinie in das Dach fließt und diese Gaube – im Unterschied zur Schleppgaube und zur Trapezgaube – keine geraden Seitenflächen aufweist.

## Beschreibung und Konstruktion
Der Schwung der Gaube ergibt sich aus dem Verhältnis der Gaubenhöhe zur Gaubenbreite. Um eine optisch harmonische Ansicht zu erzielen, sollte z. B. das Verhältnis der Gaubenhöhe zur halben Gaubenbreite 1:3 betragen. Hauptsächlich richten sich die Gaubenverhältnisse nach den regionalen Gegebenheiten und der Art der Dacheindeckung z. B. Biberschwanzdach, Reetdach, Schieferdach oder Spaltholzschindeldach.
Eine besonders in die Breite gezogene ähnlich aussehende Gaube wird als Hechtgaube (Hecht) bezeichnet.

Die Fledermausgaube ist eine der aufwendigsten Gaubenformen in der Zimmerei. Nicht nur bei der Herstellung der Dachkonstruktion, auch bei der weiteren Dacheindeckung ist diese Gaubenform aufwendiger als die meisten anderen. Dank moderner CAD- und CNC-Werkzeuge ist es möglich, eine kostengünstige Kehlbohlenanlage herzustellen, die das Eindecken erleichtert. Auch die serienmäßige Vorfertigung des Innenausbaus wurde so möglich.

Bildbeispiele
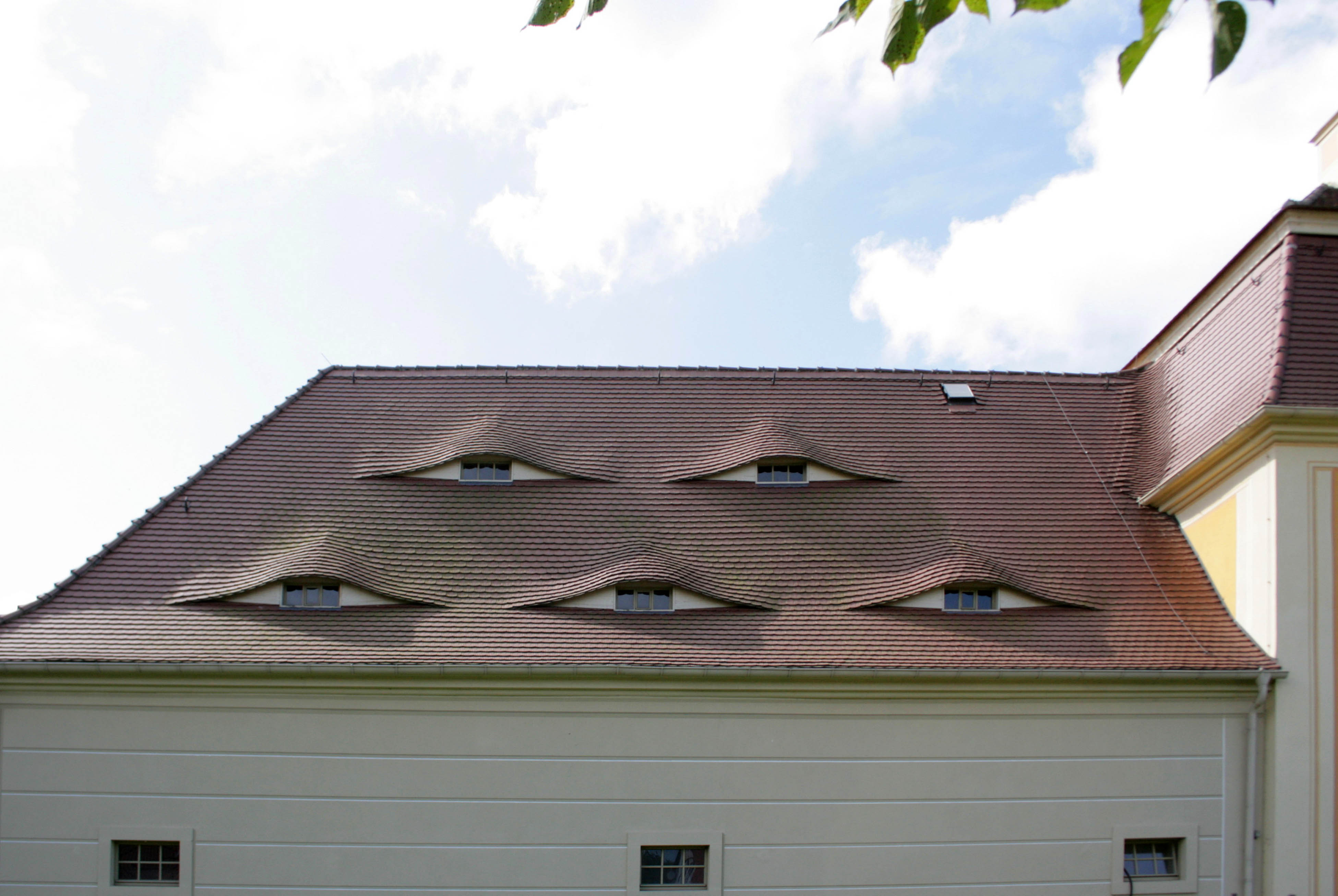
Mehrere Fledermausgauben auf einem Ziegeldach
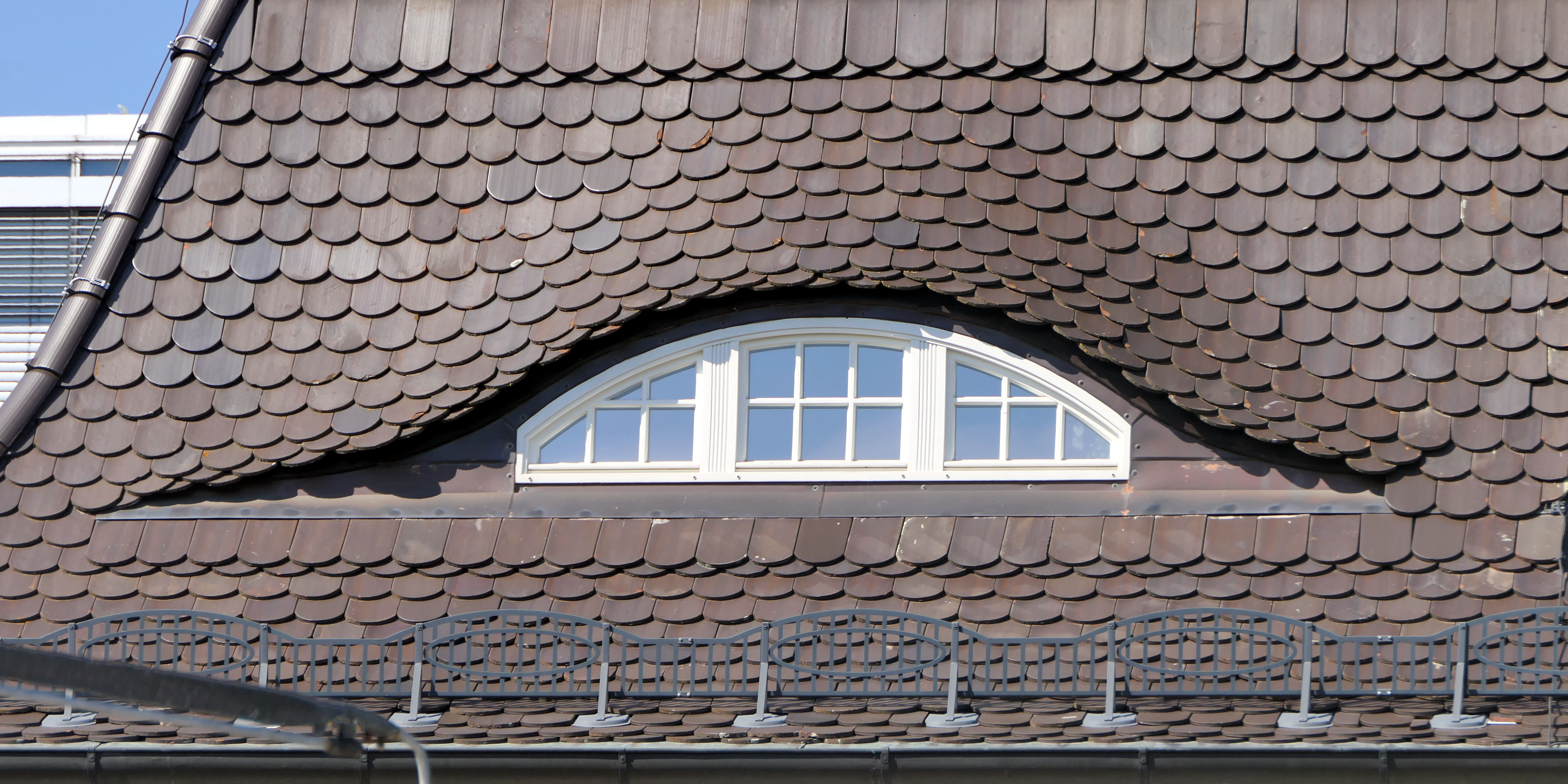
Fledermausgaube in einer Biberschwanzdeckung
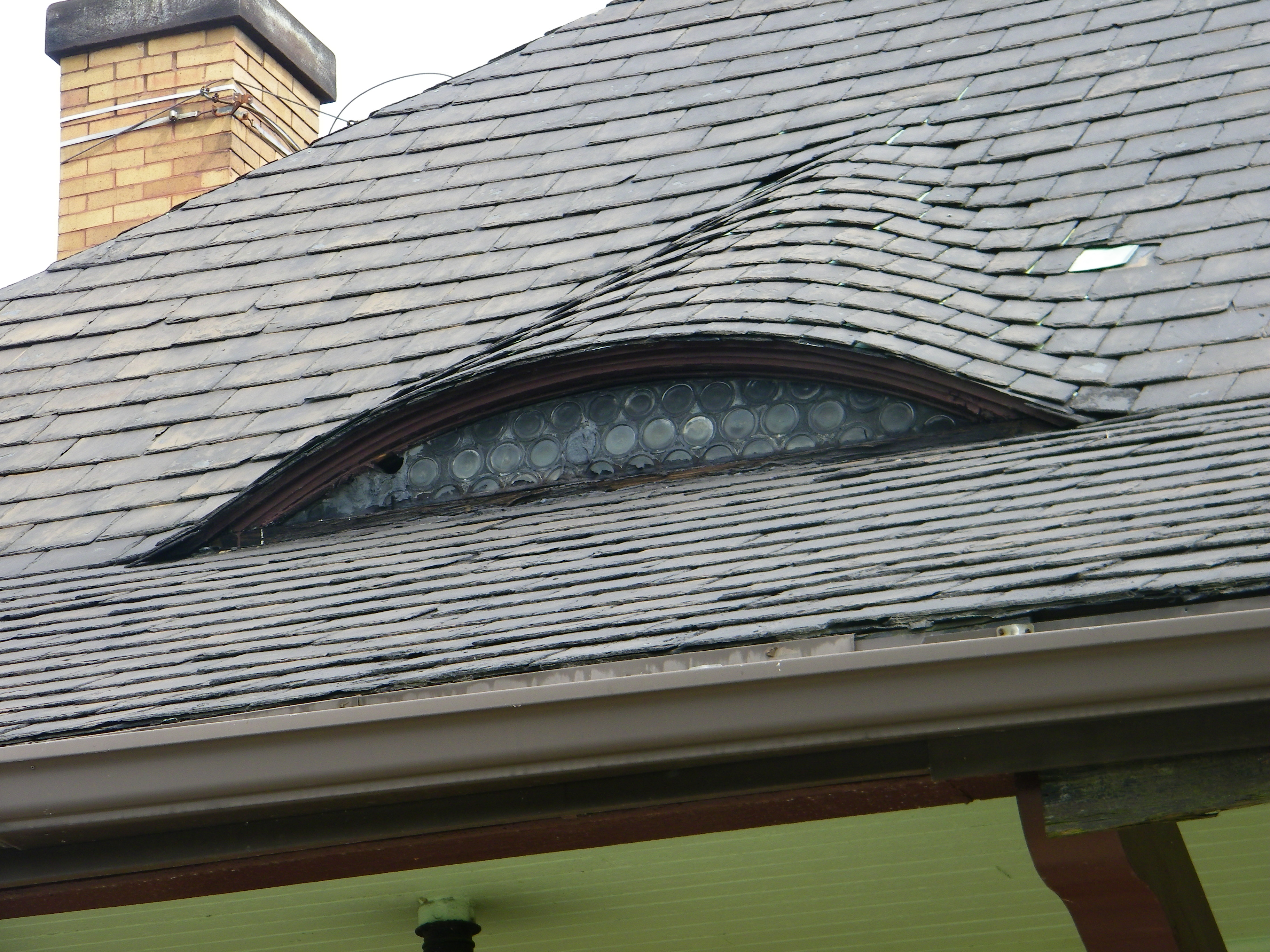
Fledermausgaube in einer Schieferdeckung
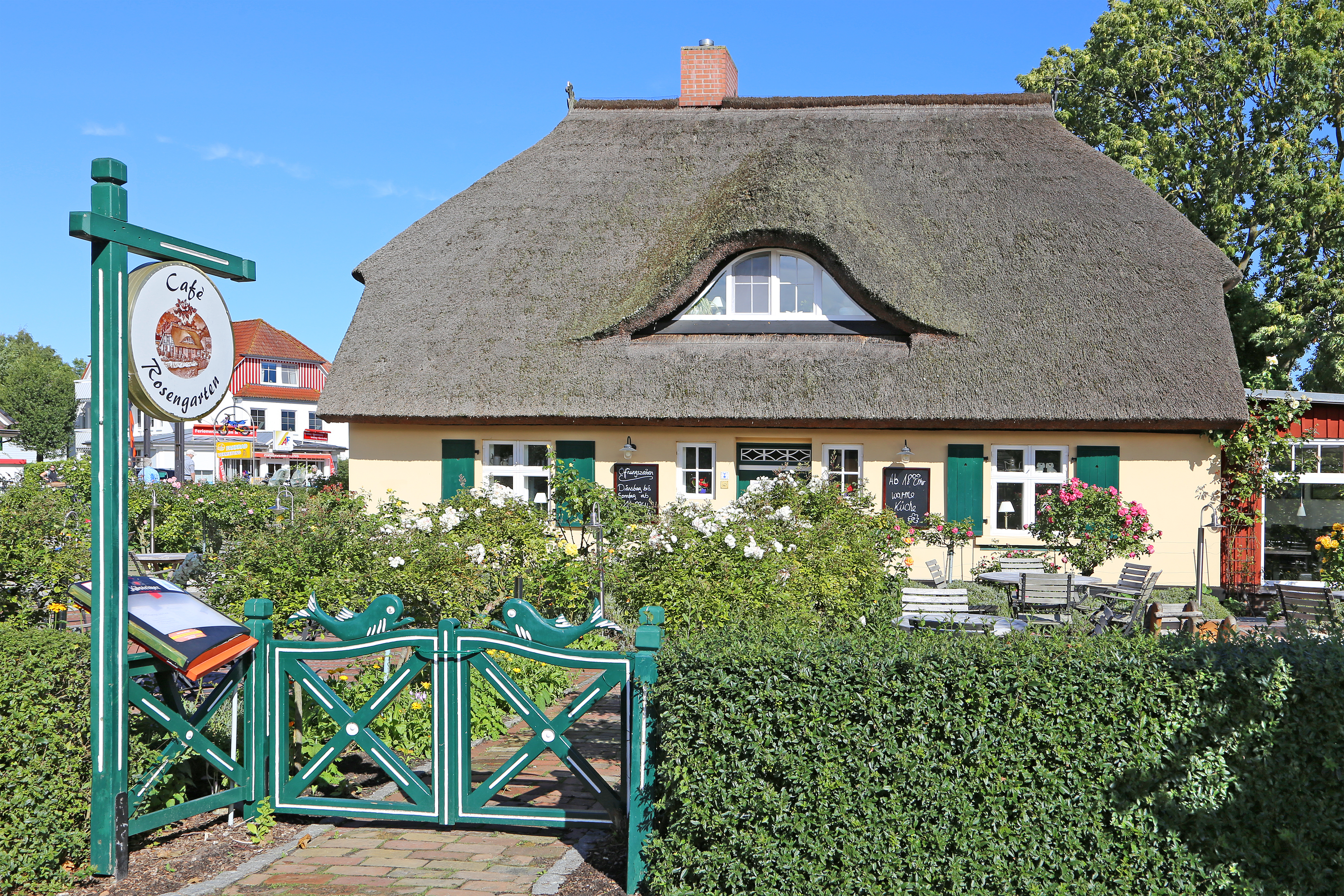
Fledermausgaube in einer Reetdachdeckung
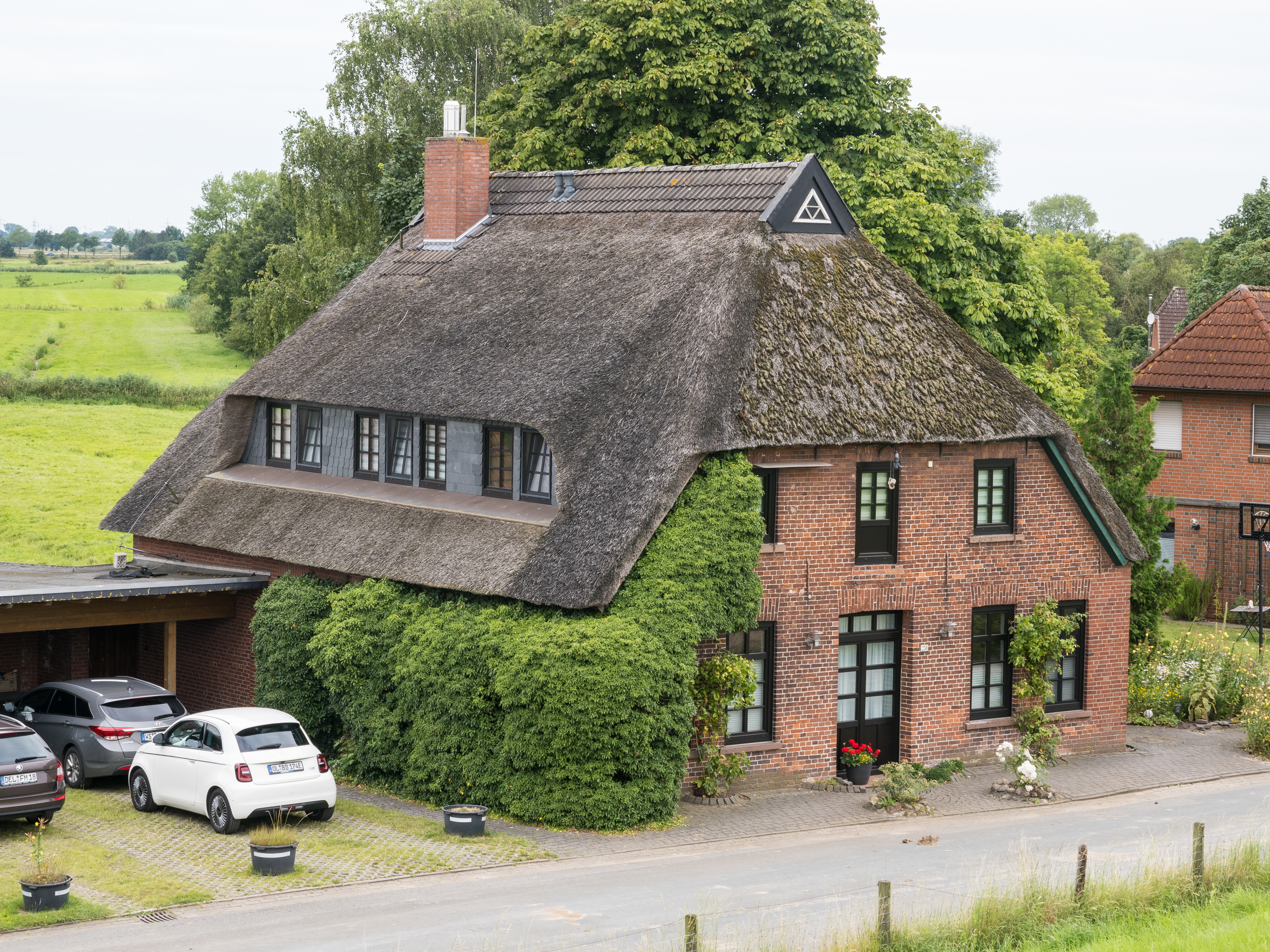
Eine ähnlich aussehende Hechtgaube
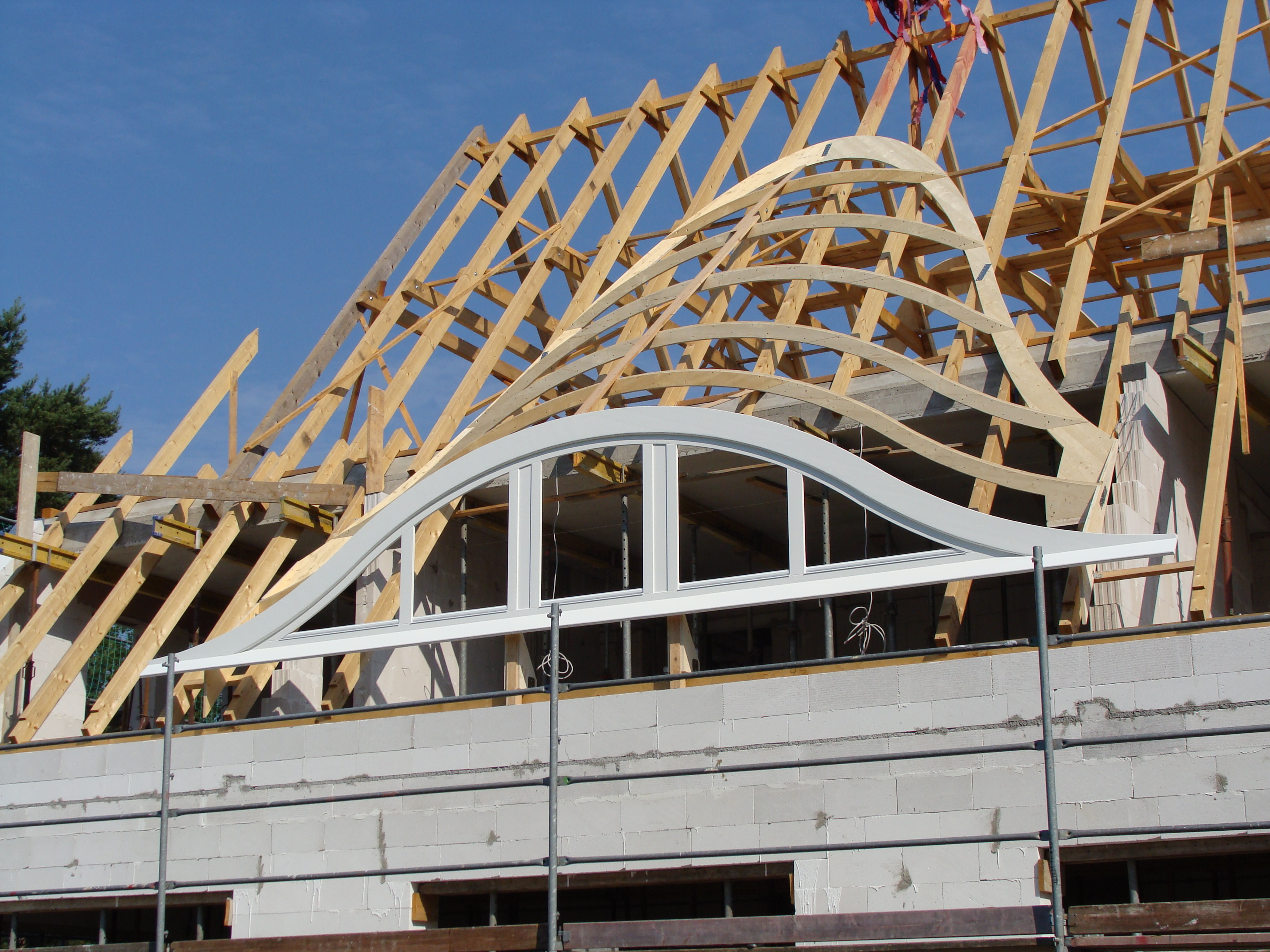
Fledermausgaube vor der Eindeckung
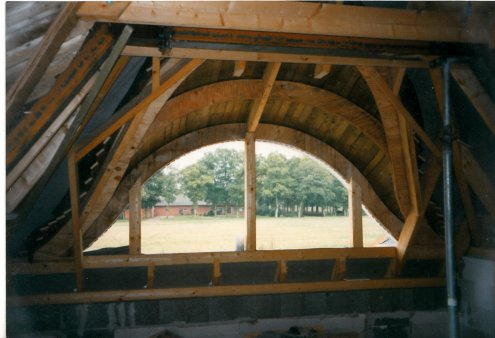
Innenansicht einer Fledermausgaube im Rohbau